# Цитокінін
Цитокініни — клас рослинних гормонів, які стимулюють поділ клітин та їх диференціацію.

## Відкриття
Американець Ф. Скуг працював над проблемою отримання стерильних культур клітин рослин в університеті штату Вісконсин, тому об'єктом його дослідження став один із сортів тютюну, який вирощували в цьому штаті — "Wisconsin-38". Зі стебел добували серцевинну паренхіму, розташовували її на штучному середовищі, що містило мінеральні речовини, цукри, вітаміни, амінокислоти. Однак, клітини не ділилися. Вчений висунув припущення, що рослинам не вистачає ауксину. Після введення ауксину клітини паренхіми приступали лише до короткочасних поділів.
Скуг використовував найрізноманітніші домішки: екстракт дріжджів, томатний сік, сік листя тютюну, але все було безрезультатно. Невеликого успіху вдалося досягти, додавши в середовище кокосового молока.
У 1950-х роках учені виявили, що спадкова інформація передається від батьків до нащадків за допомогою ДНК. (Як влаштована це речовина і які властивості дозволяють передати інформацію тоді ще не було відомо). І Скуг припустив, що рослинним клітинам не вистачає ДНК. У лабораторії з'явився банк ДНК, видобутий з молока оселедця (найдешевше джерело ДНК); ДНК почали додавати в середовище поряд з ауксином і живильними речовинами — безрезультатно.
Відкриття цитокінінів відбулося завдяки помилці, допущеної в ході експерименту. Щоб середовище була стерильним, флакони із клітинами поміщали в автоклав, де розчин нагрівається вище 100 °C. Випадково режим автоклавування був порушений і середовище разом з ДНК перегрілося. Саме на цьому середовищі серцевинна паренхіма тютюну сорту "Wisconsin-38" почала інтенсивно рости. При детальнішій перевірці з'ясувалося, що в перегрітому препараті ДНК з молока оселедця з'явилася деяка речовина, яка на тлі ауксину викликає активні ділення клітин. У 1953 році вийшла перша стаття, присвячена цьому явищу, а потім вдалося ідентифікувати речовину, що викликає ріст клітин — фурфуріладенін. За фізіологічною ефекту це речовина отримала тривіальну назва кінетин.
В сучасній ботаніці виділяють 2 основних цітокініна — зеатин і кінетин.

## Механізм дії
Цитокініни беруть участь у багатьох фізіологічних процесах рослин, регулюють ділення клітин, морфогенез пагона і кореня, дозрівання хлоропластів, лінійний ріст клітини, утворення додаткових бруньок і старіння. Співвідношення ауксинів та цитокінінів є ключовим чинником поділу клітин і диференціювання тканин рослини.
У той час, як ефект цитокінінів на судинні рослини є плейотропним, цитокініни викликають зміни інтенсивності росту протонеми у мохів. Утворення бруньок можна вважати варіантом диференціювання клітин і цей процес є дуже специфічним ефектом цитокінінів.
Цитокініни сприяють синтезу нової ДНК в клітині і контролюють S-фазу клітинного циклу у рослинних клітин. Цікаво, що аденін разом із замінниками, схожими на замісник цитокінінів, входять до складу деяких РНК. Більш того, якщо брати синтетичні аналоги цитокінінів (наприклад, бензиламінопурин), то незвичайний замісник (бензил) з'являється в тих же самих РНК у того ж самого аденіну. Експерименти з міченими атомами показують, що цитокініни безпосередньо не вбудовується в молекулу РНК цілком. Відбувається лише "перекидання" замісника з молекули цитокініну на молекулу РНК. 
Цитокініни виявилися багато в чому схожими на першу з відомих груп рослинних гормонів - на ауксини, проте були й істотні відмінності. Головне у цитокінінів — зовсім інша точка синтезу. Якщо ауксини синтезуються в апексі пагона, то цитокініни біохімічний "маркер" кінчика кореня. Ауксин транспортується по рослині зверху вниз і активно, а цитокініни — навпаки.

## Біосинтез
У клітині цитокініни утворюються з азотистої основи аденіну. До аденіну приєднується бічна ізопентильная група, що призводить до утворення цитокініновою скелета. Далі відбувається послідовне видалення фосфатної групи і рибози.
Фермент аденозинфосфатизопентилтрансфераза каталізує першу реакцію в біосинтезі ізопренових цитокінінів, фермент використовує АТФ, АДФ або АМФ як субстрат і диметилалілдифосфат або гідроксометилбутенілдифосфат як донор пренільної групи. Дана реакція є лімітуючою в біосинтезі цитокінінів, субстрати донори пренільних груп утворюються в пентілерітрол-фосфатному біохімічному шляху. 
У рослин і бактерій цитокініни також можуть утворюватися з продуктів розпаду тРНК. Транспортні РНК, які починаються з уридилової основи та мають пренільовані аденозини поруч з антикодоном, звільняються як цитокініни. Доведено також, що ауксини регулюють біосинтез цитокінінів.

## Взаємодія ауксинів і цитокінінів
Зміна співвідношення ауксинів та цитокінінів в середовищі призводить до суттєвих змін у розвитку клітин in vitro. При переважанні ауксинів (нестачі цитокінінів) починається процес ризогенезу. При переважанні цитокінінів (нестачі ауксинів) утворюються меристеми пагонів: починається геммагенез. Така поведінка культур клітин добре узгоджується з функцією ауксинів і цитокінінів як "гормонів благополуччя" пагонів і коренів відповідно. Нестача ауксинів сприймається клітинами як недостатність розвитку пагонів, і служить сигналом для їх утворення. У диференційованих пагонах відбувається синтез ауксинів і баланс гормонів відновлюється. Аналогічний механізм спрацьовує при нестачі цитокінінів (формується коріння).